# Фойницкий, Иван Яковлевич
Иван Яковлевич Фойницкий (1847, Могилёвская губерния — 1913, Санкт-Петербург) — русский учёный-правовед, криминолог, заслуженный профессор, товарищ обер-прокурора Уголовного кассационного департамента Правительствующего сената. Тайный советник.

## Биография
Родился 29 августа (10 сентября) 1847 года в Гомельском уезде Могилевской губернии. Учился сначала в Черниговской гимназии (1857—1859), а с 1859 — в могилевской гимназиях, которую окончил с золотой медалью в 1864 году и поступил на юридический факультет Императорского Санкт-Петербургского университета. Оставленный по представлению профессора А. П. Чебышева-Дмитриева при университете, после его окончания (также с золотой медалью за сочинение на тему «о мерах пресечения обвиняемым способ уклоняться от следствия и суда»), для подготовки к профессорскому званию, с сентября 1868 по май 1871 года он читал курс уголовного права в Аудиторском училище, впоследствии преобразованном в Военно-юридическую академию. В 1871 году после защиты магистерской диссертации: «Мошенничество по русскому праву» (сравнительно-догматическое исследование) был избран доцентом юридического факультета Санкт-Петербургского университета по уголовному праву и командирован на два года за границу (впоследствии срок был продлён на 6 месяцев).
По возвращении в Россию, в 1873 году он открыл в Санкт-Петербургском университете два курса: общий, уголовного права — для студентов административного разряда; и специальный, по тюрьмоведению — для всех студентов юридического факультета.
Для учреждённого в 1877 году при Санкт-Петербургском университете Санкт-Петербургского юридического общества, Фойницкий составил проект устава. В трудах этого общества Иван Яковлевич принимал постоянное участие, неоднократно занимал в обществе должности секретаря совета, члена совета, товарища председателя и председателя уголовного отделения. По его почину при обществе перед международными пенитенциарными конгрессами Петербургскими и Парижскими были образованы комиссии, председателем которых он был, и которые представили конгрессам свои труды. В 1873 году читал курс уголовного судопроизводства в Императорском училище правоведения и курс энциклопедии права в Императорском Александровском лицее; тогда же был приглашен Министерством юстиции к участию в издании свода статистических сведений по делам уголовным. Все эти занятия он вскоре оставил, приняв в 1876 году должность товарища обер-прокурора Уголовного кассационного департамента Правительствующего сената.
В 1881 году получил степень доктора уголовного права за диссертацию: «Ссылка на Западе в её историческом развитии и современном состоянии» и утверждён экстраординарным (с 1882 года — ординарным) профессором по кафедре уголовного права и судопроизводства в Санкт-Петербургском университете; с мая 1896 года и до конца жизни состоял в звании заслуженного ординарного профессора по той же кафедре.
В 1897—1898 годах — декан юридического факультета. С июня 1898 года, после назначения сенатором состоял профессором вне штата, но фактически продолжал занимать кафедру уголовного права и судопроизводства до начала 1913 года, когда его место занял по назначению его бывший ученик, профессор Томского университета Н. Н. Розин. Иван Яковлевич Фойницкий объявил тогда о параллельном с ним курсе уголовного судопроизводства и читал его до дня смерти.
Скончался 19 сентября (2 октября) 1913 года и был похоронен на Новодевичьем кладбище.

## Награды
- Орден святого Александра Невского (1 января 1909)[3]